# Labializacja
Labializacja (uwargowienie) (labializacja od łac. labialis wargowy) – zjawisko zaokrąglenia warg przy artykulacji samogłosek lub spółgłosek. Obecna np. w językach kaukaskich, języku praindoeuropejskim.
Labializacja to również pewien proces asymilacji (Głoski stają się zaokrąglone w otoczeniu głosek z natury zaokrąglonych, np. [k] → [kʷ] pod wpływem [o]; [a] → [o] pod wpływem [p] lub [kʷ].), który zaszedł np. w językach abchasko-adygejskich i niektórych językach australijskich. W jego wyniku powstał szereg spółgłosek labializowanych, a liczba samogłosek ograniczyła się nawet do dwóch.

## Transkrypcja
W Międzynarodowym Alfabecie Fonetycznym, labializacja spółgłosek miękkopodniebiennych oznaczana jest w indeksie górnym symbolem [ʷ] (Unikod U+02B7), na przykład /tʷ/ czy /dʷ/ Istnieją również dwa znaki, kolejno [ɔ̹], [ɔ̜], które sygnalizują większy lub mniejszy stopień zaokrąglenia. Są one zazwyczaj używane w przypadku samogłosek, ale w niektórych językach mogą odnosić się również do spółgłosek. Na przykład w atapaskańskim języku hupa rozróżnia się trzy stopnie labializacji dla spółgłoski szczelinowej miękkopodniebiennej bezdźwięcznej (/x/) transkrybowane jako /x/, /x̹/, /xʷ/ lub /x/, /x̜ʷ/, /xʷ/.